# 一條房冬
一條房冬（1498年—1541年11月23日）是日本戰國時代的公家、戰國大名。土佐一條氏第3代當主。父親是第2代當主一條房家。

## 生平
在明應7年（1498年）出生，家中嫡男。天文8年（1539年），因為父親房家死去而繼任家督。天文4年（1535年），敘昇正二位左近衛大將。在被任命為左近衛大將時，秘密約定向朝廷獻上錢1萬疋，不過後奈良天皇拒絕。
天文9年（1540年），因為家臣的讒言，令傅役兼土佐一條家的重臣敷地藤安自殺，後來得知藤安無辜後，非常後悔。
在天文10年（1541年）11月6日病死。享年43歲。繼承人是嫡男房基。

## 外部連結
- 武家家伝＿一条氏 （页面存档备份，存于）